# Famille Hotteterre
Pour les articles homonymes, voir Hotteterre (homonymie).
Les Hotteterre sont une famille de musiciens, d'instrumentistes à vent et de virtuoses, de facteurs et de compositeurs français qui se sont illustrés aux XVIIe et XVIIIe siècles. Le membre le plus illustre de cette famille est Jacques Hotteterre, flûtiste virtuose et théoricien de renom. Parmi ses œuvres instrumentales, citons : Pièces pour flûte et basse (1708-1715), Sonates en trio (1712), Pièces pour deux sopranos sans basse continue (1ère suite, 1712 ; 2ème, avec une basse ajoutée, 1717 ; 3ème, 1722).
Il convient également de mentionner certains de ses traités tels que : Principes de la flûte traversière, de la flûte à bec et du hautbois (1707), L'art de préluder (1719) et Méthode de musette (1737), entre autres.
Les différents membres de la famille Hotteterre se sont illustrés, selon leurs talents, comme facteurs d'instruments, comme musiciens instrumentaux, comme compositeurs ou encore comme professeurs de musique. Nombreux sont ceux qui ont servi comme instrumentistes dans la musique de la Grande Écurie du roi Louis XIV.
Les liens de parenté au sein de la famille ramifiée Hotteterre ne sont pas considérés comme totalement établis. La famille Hotteterre est originaire de La Couture en Normandie. Les membres de la famille travaillaient à l'origine comme tourneurs, un artisanat très développé dans cette région, avant de se consacrer à la fabrication d'instruments à vent de la famille des bois.
Parmi les sept enfants de Loys de Hotteterre (décédé vers 1628), qui était tourneur sur bois, deux se firent connaître comme fabricants (de hautbois, musettes, flûtes, flageolets, bassons) et comme musiciens : Jean Hotteterre (1610-1692), qui s'installe à Paris vers 1630, bientôt suivi par son frère Nicolas Hotteterre (1615-1693).
Dans les générations suivantes se distinguèrent Nicolas dit Colin Hotteterre (1653-1727) et Jacques Martin Hotteterre (1673-1763), dit Le Romain.
La famille Hotteterre était également connue pour ses alliances familiales avec d'autres grandes familles de facteurs d'instruments et de musiciens comme Buffet, Chédeville ou Cornet via des mariages ou d'autres moyens. Le dernier représentant connu de la dynastie des musiciens, Louis de Hotteterre (1717-1801), épousa Marie-Anne Lot, issue de l'influente famille française Lot. Il fut le dernier facteur d'instruments connu de la dynastie.
Une reconstitution claire de l'arbre généalogique des Hotteterre par Marie Declerck à partir des trois fils Louis Hotteterre, Jean Hotteterre et Nicolas Hotteterre de Loys de Hotteterre est disponible sur le site de la Philharmonie de Paris cité en référence.